# Schubkeelheremietkolibrie
De schubkeelheremietkolibrie (Phaethornis eurynome) is een vogel uit de familie Trochilidae (kolibries).

## Verspreiding en leefgebied
Deze soort komt voor in zuidoostelijk Zuid-Amerika en telt twee ondersoorten:
- P. e. eurynome: zuidoostelijk Brazilië.
- P. e. paraguayensis: oostelijk Paraguay en noordoostelijk Argentinië.